# شب‌روواران
شب‌روواران  یا تنبریونویدئا (نام علمی: Tenebrionoidea) نام یک بالاخانواده از فروراسته سوسک‌های گیاه‌خوار است.